# Погост Вознесенье
Погост Вознесенье — деревня в Гороховецком районе Владимирской области России, входит в состав Денисовского сельского поселения.

## География
Деревня расположена в 8 км на северо-восток от центра поселения посёлка Пролетарский и в 20 км на юго-запад от Гороховца.

## История

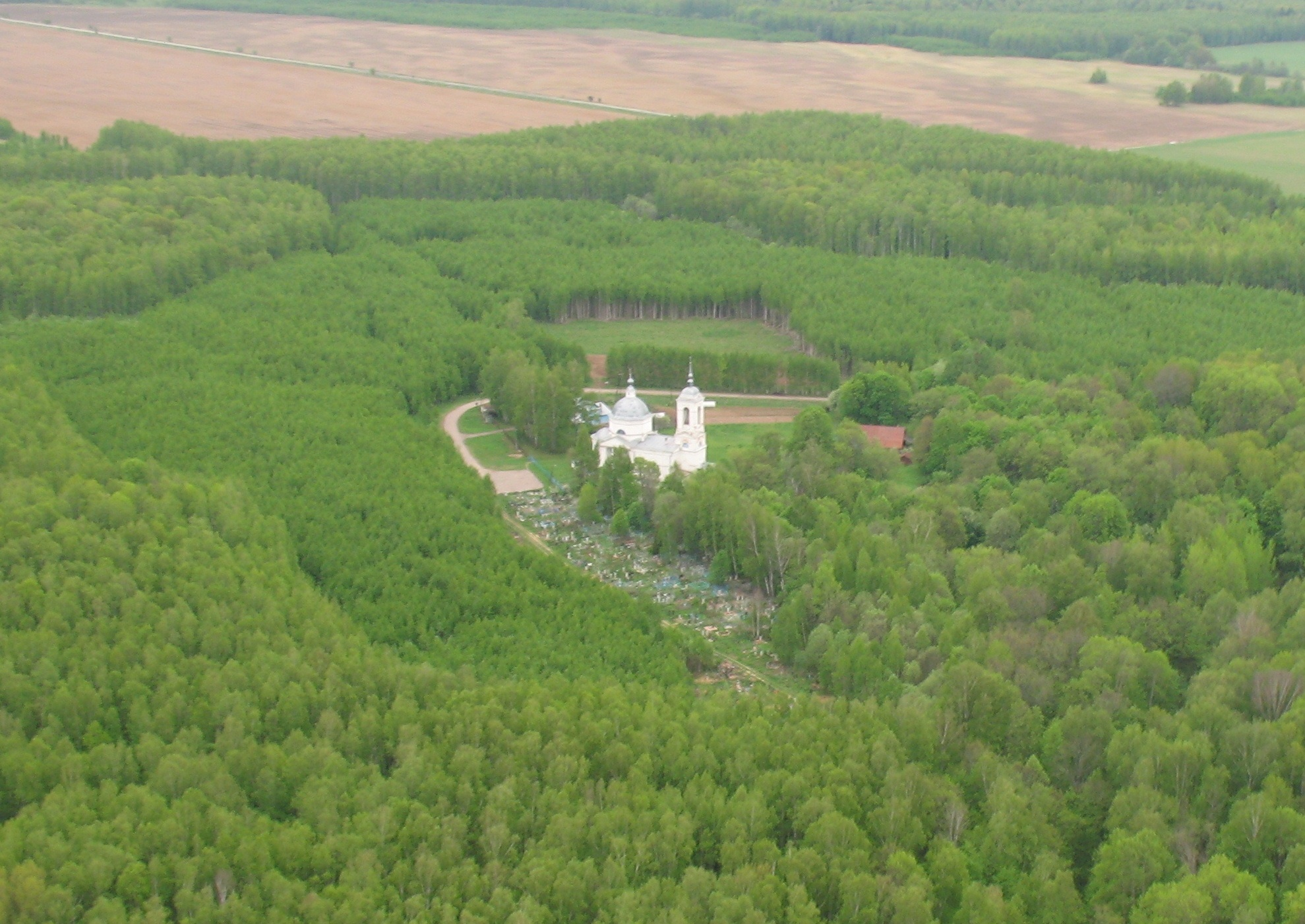
Церковь Вознесения Господня

В писцовых книгах 1628 года этот погост отмечен следующим образом: «погост на Язвецове враге, в вершине его; на погосте церковь Вознесение Господне с приделом во имя св. Николая Чудотворца древяна клецки - строение мирское. В переписных книгах 1678 года показана также церковь Вознесение Господня. К концу XVII века церковь эта обветшала и в 1791 году построена была новая деревянная церковь, но уже на другом месте в саженях 100 к востоку от прежняго. В 1819-25 годах вместо деревянной церкви на погосте, тщанием помещицы М.Стеф Бабкиной, построен каменный храм. Этот храм без изменений с наружной стороны остается до настоящего время; внутренние же украшения обновлялись не однажды. Престолов в храме три: главный — в честь Вознесения Господня и в трапезе теплой - во имя св. Николая Чудотворца и Архидиакона Стефана».
В XIX и первой четверти XX века погост входил в состав Кожинской волости Гороховецкого уезда. Население (1859) — 18 чел.
В годы Советской власти до 1998 года деревня входила в состав Чулковского сельсовета.

## Население
| 1859 | 1905 | 1926 | 2002 | 2010 | 2021 |
| ---- | ---- | ---- | ---- | ---- | ---- |
| 18   | ↘16  | ↘14  | ↘0   | →0   | →0   |

## Достопримечательности
В деревне находится Церковь Вознесения Господня (1819), являющаяся Вознесенским скитом Сретенского женского монастыря в Гороховце.